# World Memorial Hall
A World Memorial Hall (ワールド記念ホール; Hepburn: Wārudo Kinen Hōru) vagy World Hall nevű többfunkciós fedett aréna Kóbe Csúó-ku kerületében épült. Befogadóképessége 8 000 fő és nagyszabású találkozókra, sporteseményekre, kiállításokra és koncertekre építették. Port Island mesterséges szigetén helyezkedik el számos konferencia központ, hotel és egyetem társaságában.